# アジュバント
アジュバント (Adjuvant) とは、広義には主剤に対する補助剤を意味するが、一般的には主剤の有効成分がもつ本来の作用を補助したり増強したり改良する目的で併用される物質をいう。ラテン語の adjuvare（助ける）に由来する。免疫学の分野ではアジュバントは抗原性補強剤とも呼ばれ、抗原と一緒に注射され、その抗原性を増強するために用いる物質である。予防医学の分野では、ワクチンと併用することにより、その効果を増強するために使用される。免疫学の分野ではアジュバントとは、抗原と抗原性を共有することのないままに、免疫を強化する物質の総称である。

## ワクチンにおけるアジュバント

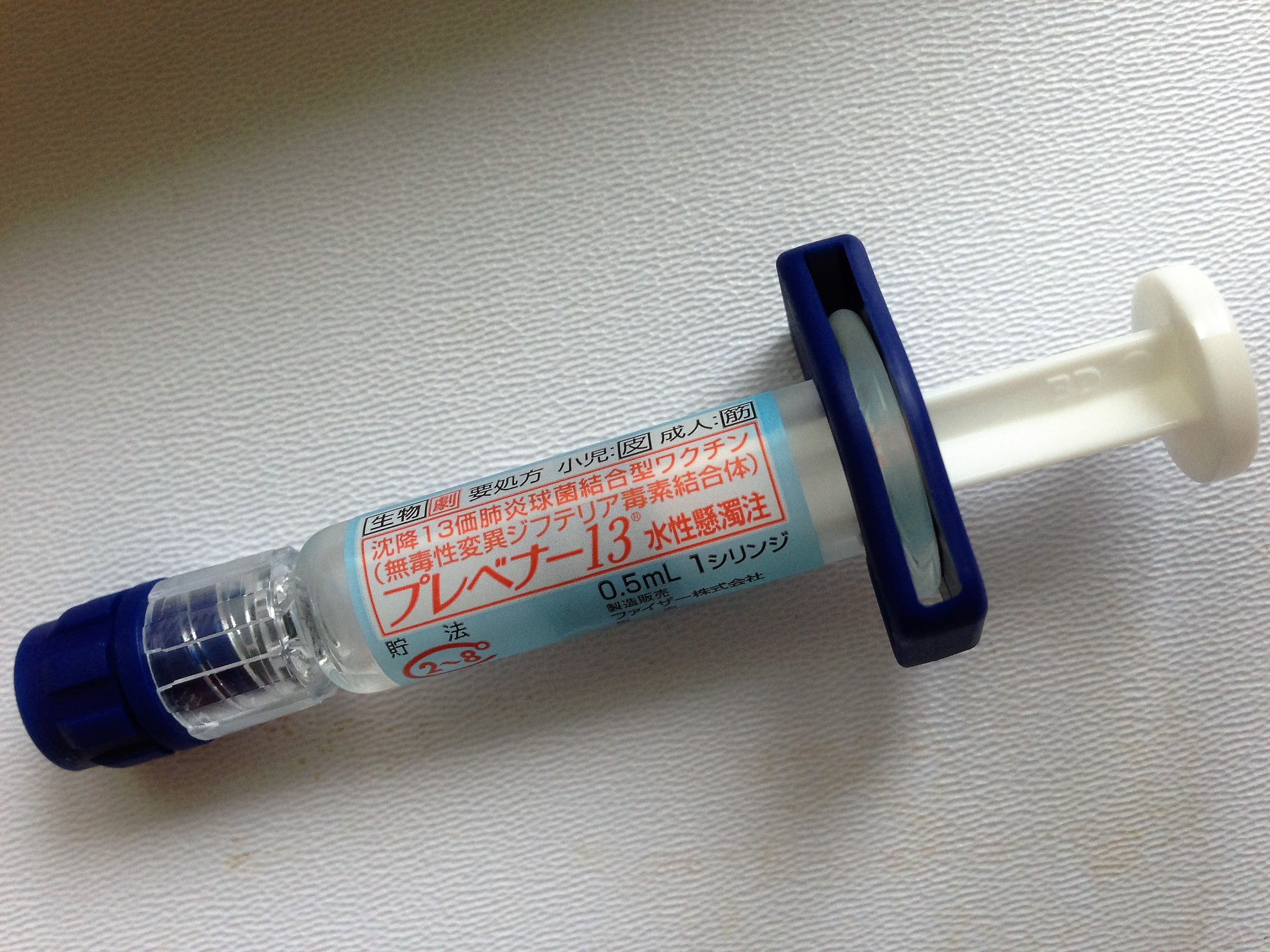
小児用肺炎球菌ワクチン
リン酸アルミニウム含有

アルミニウム化合物は、世界初のアジュバントとして、1926年に認可され80年以上の歴史があるが、2009年の新型インフルエンザの流行が契機となり、安全性と有効性が注目され、インフルエンザワクチンの構成成分として、日本にも緊急輸入したワクチンで導入された。
アジュバントの併用に伴って惹起・増強される有害な副反応が存在するため、医家には臨床上の注意が求められるが、日経BP社はマスメディアはマイナス面ばかりを報道し一般には偏見が強い、と報道している。

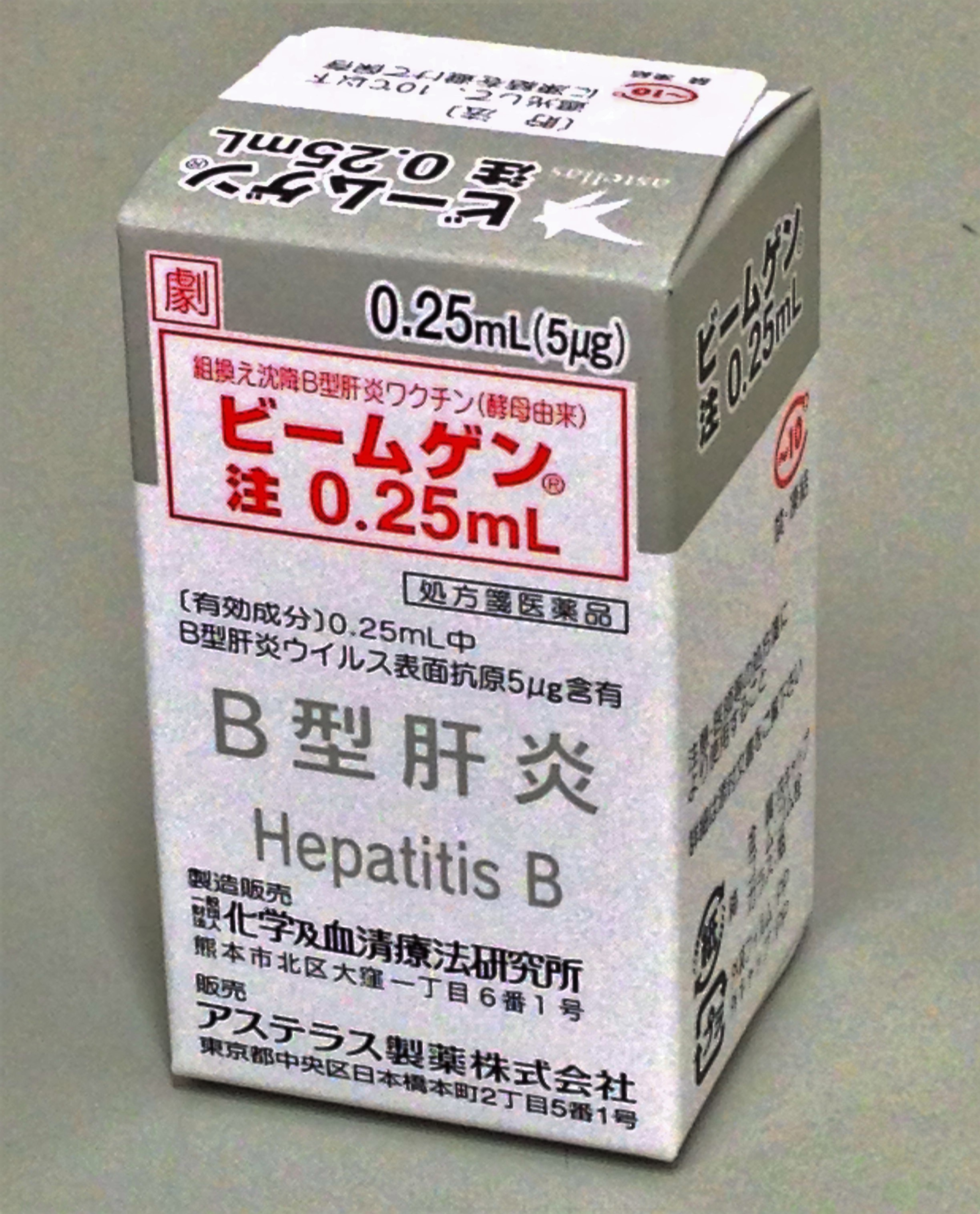
ビームゲン
水酸化アルミニウム添加

1926年以降、最初に使用されたアジュバントは、硫酸アルミニウムカリウムであったが、後に水酸化アルミニウムとリン酸アルミニウムに完全に置き換えられた。ジフテリア、破傷風、百日咳、インフルエンザ、肺炎球菌、A型肝炎、B型肝炎、HPVワクチンなどに対する不活化ワクチンにアジュバントが用いられる。
2016年現在、日本で流通している日本製ワクチンで、アジュバントを添加しているものは、小児用肺炎球菌ワクチン（プレベナー：リン酸アルミニウム添加）やB型肝炎ワクチン（ビームゲン：水酸化アルミニウム添加）、HPVワクチン、三種混合ワクチン、四種混合ワクチンがある。

## 作用機序
作用機構は様々で不明なものも多いが、以下のように考えられている。
1. 抗原を不溶化することで組織に長くとどめ、抗原を徐々に長期間遊離させること。
2. 投与局所に炎症を起こし、マクロファージが集まり抗原が貪食（食作用）されやすくなり、抗原提示が効果的に行われる。
3. 投与局所や所属するリンパ節の、T細胞やB細胞の活性化を強める。

純粋なタンパク質単独では免疫応答が弱いときに、微生物やその分解産物を混合することがアジュバントとして機能する原因は、微生物由来の因子で表面の受容体が刺激されて初めて、マクロファージや樹状細胞といった抗原提示細胞表面にB7分子が発現するためと考えられている。

## 種類
沈降性アジュバント（抗原が吸着する無機物の懸濁剤）
水酸化ナトリウム、水酸化アルミニウム（アラム、Alum）、リン酸カルシウム、リン酸アルミニウム、ミョウバン、ヘペス、カルボキシビニルポリマーなど。
病原体やある抗原を吸着し、接種局所病原体を固定する利点もあるが、その性質のため、接種部位が硬結しやすい。
油性アジュバント（抗原水溶液を鉱油で包みミセルをつくり乳化する油乳剤）
流動パラフィン、ラノリン、フロイントなど。
乳濁液にするため粘性の高い液体になり、接種時に疼痛が起きる。体内に散りにくく、そのまま接種部位に残る性質も持ち合わせ、硬結することがある。
不完全フロイントアジュバント（Incomplete Freund’s adjuvant, IFA。パラフィンとアラセルの混合物）、完全フロイントアジュバント（Complete Freund’s adjuvant,CFA。IFAに死滅したミコバクテリアまたは結核菌の死菌を加え、抗原性をさらに増強させたもの）がある。

## アジュバントに対する薬害説
アルミニウム化合物をアジュバンドとして使用したワクチンについては、マクロファージ性筋膜炎 (MMF) という問題があるのではないかという仮説があるが、大規模臨床試験の結果は、仮説を支持する結果が得られていない。
2009年の新型インフルエンザの際に、欧州諸国とスカンジナビアでは、インフルエンザワクチン接種とナルコレプシー（突然眠くなる症状がある）との関連が見られ、研究はアジュバントの影響に言及している。
2004年に、ジェファーソンらが実施したシステマティック・レビューは、アジュバントとして使用されるアルミニウム化合物が、重篤あるいは長期的な有害事象と関連することを見出さず、証拠の品質が低かったにもかかわらず、さらなる調査の終了を推奨した。
その後登場した「AS-04」という新しいタイプのアジュバントが『HPVワクチンによって生じる症状の原因である』という仮説があるが、このことを肯定するにも否定するにも、比較するためのデータは不足していると、2017年のコクラン共同計画によるシステマティック・レビューは結論している。2012年に世界保健機関は、アジュバントとして使用されるアルミニウム化合物と自閉症の関連を指摘する研究には『欠陥がある』と指摘した。
2011年にショーンフェルドとレヴィンが Autoimmune Syndrome Induced by Adjuvants（ASIA、仮訳・アジュバント誘発性自己免疫症候群）を報告し、2016年までに約4500の症例があり、うち約300例が重症で、220例はHPVワクチンであり、重度の症例のほとんどが、HPVワクチン、インフルエンザワクチン、シリコン、鉱油注射（mineral oil injectionの仮訳）に関連する。世界中の様々な医師からの報告であり、様々な自己免疫状態が収集されている。

## アレルギーにおけるアジュバント
花粉症などのアレルギー疾患において、アレルゲンによる抗体産生能を高める物質もアジュバントと呼ぶ。例として、ディーゼルエンジンの排気ガス中に含まれる粒子状物質の関与が考えられているが、機序の詳細は不明。